# Ziua Mondială a Osteoporozei
Ziua Mondială a Osteoporozei este sărbătorită anual pe 20 octombrie și lansează o campanie pe parcursul fiecărui an dedicată creșterii gradului de conștientizare la nivel mondial cu privire la prevenția, diagnosticarea și tratamentul osteoporozei și a bolilor metabolice osoase. Organizată de Fundația Internațională pentru Osteoporoză (IOF), campania de Ziua Mondială a Osteoporozei este însoțită de evenimente comunitare și campanii locale ale societăților naționale de pacienți cu osteoporoză din întreaga lume, cu activități în peste 90 de țări. 

## Istorie

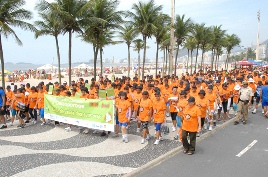
O paradă de Ziua Osteoporozei din Rio de Janeiro, Brazilia, 2010.

Ziua Mondială a Osteoporozei a fost lansată pe 20 octombrie 1996 de către Societatea Națională pentru Osteoporoză din Regatul Unit și susținută de Comisia Europeană. Din 1997, această zi de conștientizare este organizată de Fundația Internațională pentru Osteoporoza. În 1998 și 1999, Organizația Mondială a Sănătății a co-sponsorizat Ziua Mondială a Osteoporozei. Ziua marchează, de asemenea, lansarea unei campanii de un an pentru a crește gradul de conștientizare cu privire la osteoporoză și la bolile metabolice osoase. Din 1999, aceste campanii au avut o temă specifică.

## Teme[5]
- 1996: Conștientizare
- 1997: Conștientizare
- 1998: Conștientizare
- 1999: Detecție timpurie
- 2000: Îmbunătățirea sănătății oaselor
- 2001: Dezvoltarea oaselor la tineri
- 2002: Prevenția unei prime fracturi
- 2003: Calitatea vieții
- 2004: Osteoporoza la bărbați
- 2005: Sport
- 2006: Nutriție
- 2007: Factori de risc
- 2008: Pledarea pentru schimbarea politicilor publice
- 2009: Pledarea pentru schimbarea politicilor publice
- 2010: Semne și simptome ale fracturilor coloanei vertebrale
- 2011: 3 pași pentru prevenție: calciu, vitamina D și sport
- 2012: Opriți-vă la unu: faceți din prima pauză ultima
- 2013: Femeile puternice fac femeile mai puternice
- 2014: Bărbații adevărați își clădesc puterea din interior
- 2015: Servește-ți oasele (mănâncă pentru puterea osoasă)
- 2016: Iubește-ți oasele - Protejează-ți viitorul
- 2017: Iubește-ți oasele - Protejează-ți viitorul